# Daniele Manin

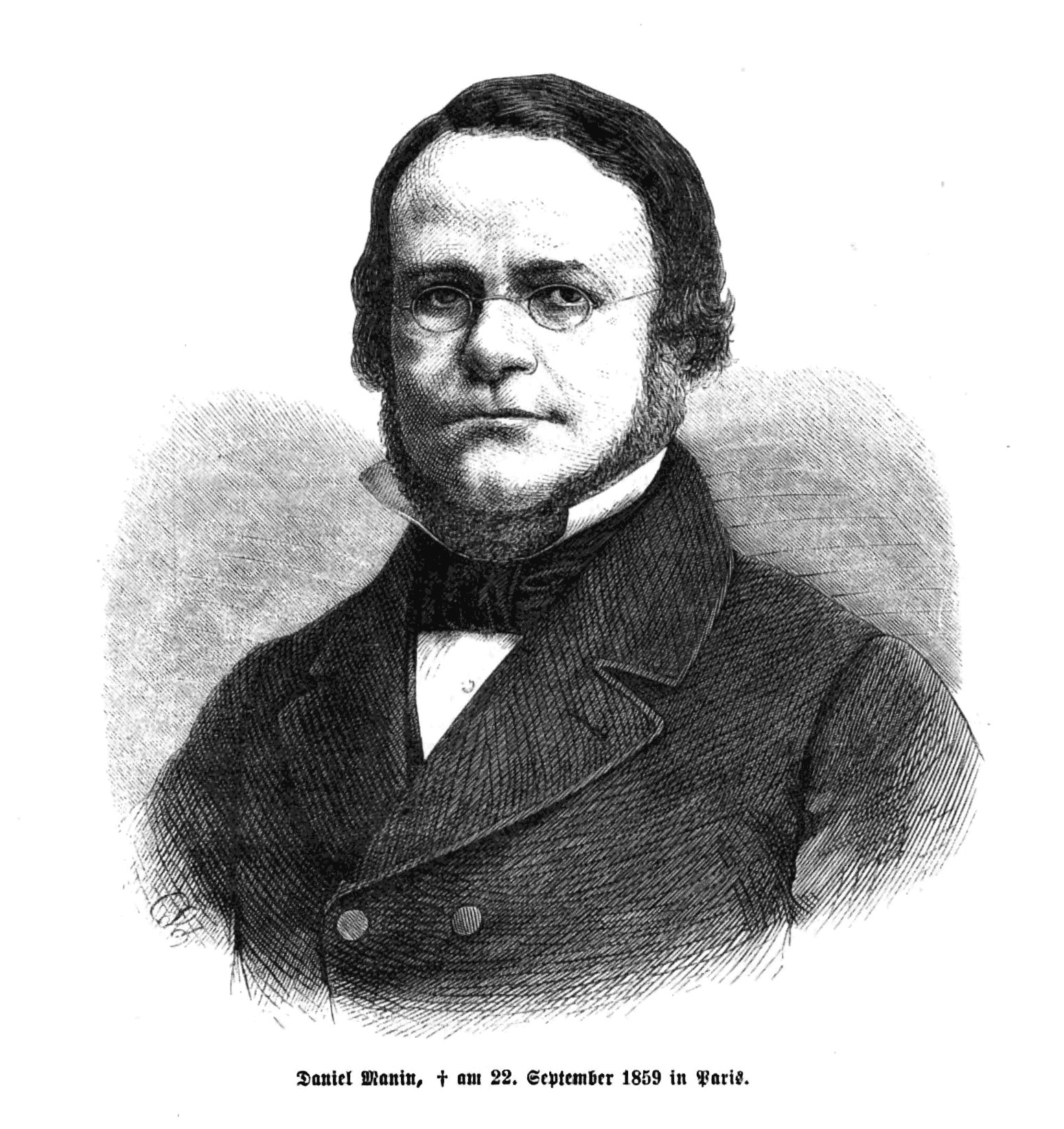
Daniele Manin (1859)

Daniele Manin (* 13. Mai 1804 in Venedig; † 22. September 1857 in Paris) war maßgeblich an der Revolution von 1848 in Venedig beteiligt, wo unter seiner Führung die von Österreich unabhängige Republik Repubblica di San Marco proklamiert wurde. Rekurrierend auf die ehemalige – bis 1797 bestehende – Republik Venedig wird Manin von einigen Autoren auch mit dem Beinamen „Der letzte Doge“ versehen.
Die Revolution in Venedig stand im Zusammenhang mit den liberalen und radikaldemokratischen Aufständen für ein unabhängiges Italien und war Teil der Märzrevolutionen gegen die herrschenden Fürstenhäuser und die restaurationspolitische Ordnung seit dem Wiener Kongress von 1815.

## Leben
Manin war der Enkel eines Rechtsanwalts jüdischer Herkunft. Seine Großeltern, Samuele Medina di Verona und Allegra Moravia Medina, waren konvertierte Juden, die mit der Taufe 1759 wie üblich den Namen des Taufpaten Bischof Lodovico Manin, eines Bruders des letzten Dogen von Venedig, Ludovico Manin (1789 bis 1797), annahmen. Daniele Manin studierte Rechtswissenschaften an der Universität Padua. Er wurde dort bereits mit 17 Jahren promoviert und ließ sich in seiner Vaterstadt als Rechtsanwalt nieder.

Tafel am Geburtshaus von Daniele Manin in Venedig

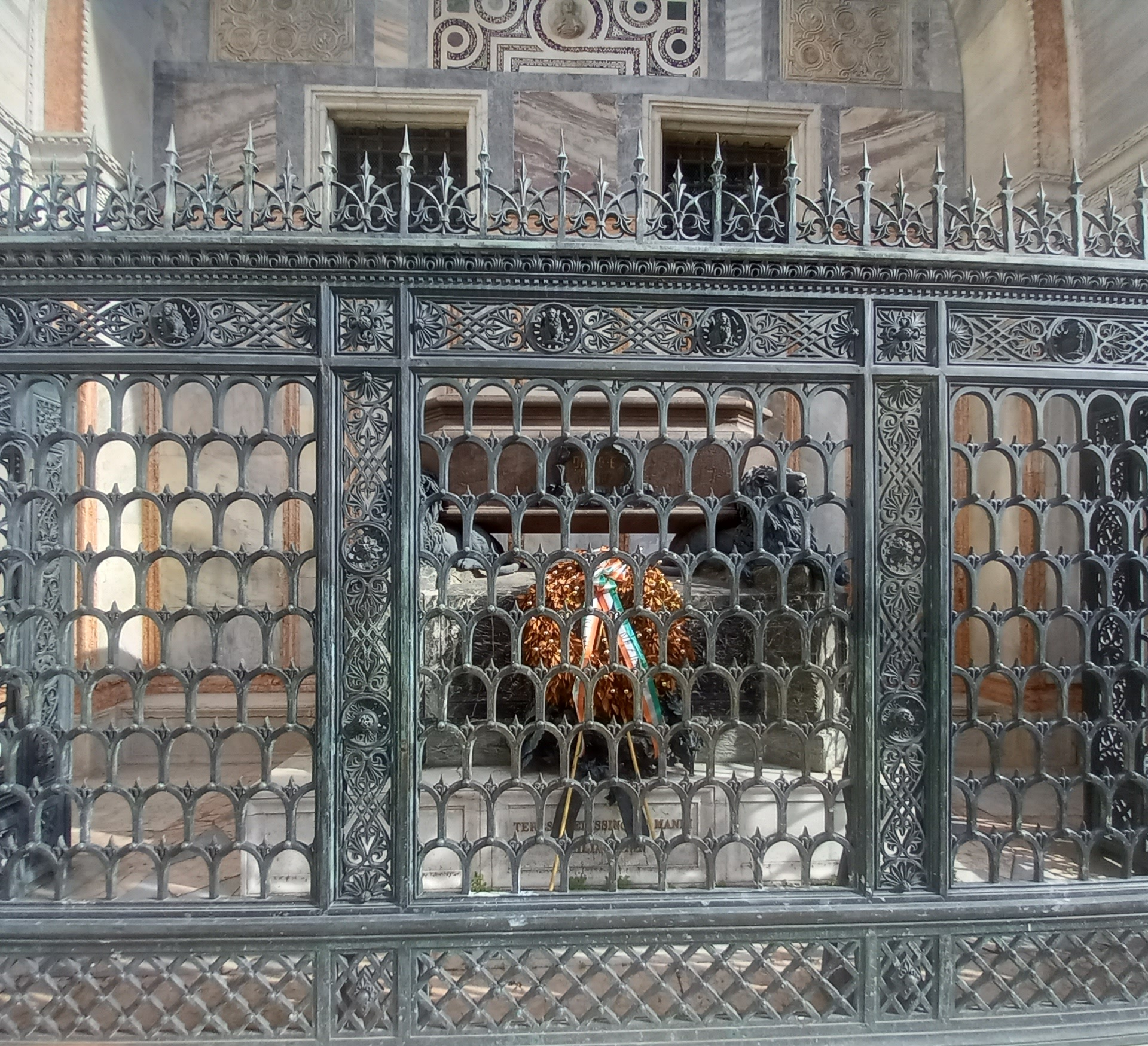
Das Grab von Daniele Manin an der Piazzetta dei Leoni

Daniele Manin war sehr angesehen, sprach neben Venezianisch Italienisch, Latein, Griechisch, Hebräisch, Französisch und Deutsch. Er arbeitete an der Vorbereitung der Eisenbahnverbindung nach Venedig (Ferrovia ferdinandea) mit, wirkte eifrig für die politische Bildung seines Volkes, unterstützte den Anführer der Nationalbewegung, Giuseppe Mazzini, kritisierte die über große Teile Norditaliens herrschende österreichische Regierung öffentlich und betrieb die Gründung der Società Nazionale Italiana mit. Am 21. Dezember 1847 überreichte er der lombardischen Generalkongregation eine Petition, worin von der österreichischen Regierung gefordert wurde, dem Königreich Lombardo-Venetien Unabhängigkeit zu gewähren.
Er wurde deshalb am 18. Januar 1848 verhaftet, aber am 17. März nach heftigen Protesten in Venedig und der Nachricht vom Aufstand in Mailand freigelassen. Daniele Manin hielt danach eine Rede, worin er u. a. sagte, dass bewaffneter Aufstand mitunter nicht nur ein Recht sei, sondern unter gewissen Umständen „zur Pflicht“ werde. Er drängte darauf, sich von der österreichischen Fremdherrschaft frei zu machen. Seine Haltung war umstritten und es ist auch nicht völlig klar, ob er wirklich einen bewaffneten Aufstand wollte. Daniele Manin lehnte es ab, dem vom Podestà Giovanni Correr einberufenen beratenden Ausschuss beizutreten, der helfen sollte, „den Unvorhersehbarkeiten des Augenblicks“ zu begegnen. Er zog sich schmollend zurück und wurde am Morgen des 22. März 1848 mit der Nachricht vom Aufstand der Arsenalarbeiter aus dem Bett geholt. Er kam erst hinzu, als das Arsenal schon von venezianischen Patrioten besetzt war.
Der Militärgouverneur Graf Zichy kapitulierte am 22. März 1848, 18.00 Uhr, und zog mit den Truppen ab. Am folgenden Tag wurde die Republik proklamiert und Daniele Manin zum Ministerpräsidenten und Minister des Äußern ernannt. Nachdem im Mai 1848 in der Lombardei und in Venetien ein Plebiszit zugunsten des Anschlusses an das Königreich Sardinien-Piemont ausgegangen war, trat Daniele Manin am 3. Juli 1848 zugunsten von Jacopo Castelli zurück mit der Begründung, er könne nicht als Untertan einem König dienen. Am 4. Juli 1848 wurde der Beschluss gefasst, sich dem Königreich Sardinien-Piemont anzuschließen.
Am 11. August 1848 erhielt Daniele Manin angesichts der Belagerung Venedigs durch österreichische Truppen vom demokratisch gewählten venezianischen Stadtparlament „unbegrenzte Vollmachten“. Er hielt die innere Ordnung aufrecht, begeisterte die Einwohner zum Widerstand gegen die österreichischen Truppen und hielt die Stadt gegen die Österreicher bis zum August 1849. Am 23. August wurde die Stadt erobert und damit die anderthalb Jahre existierende Stadtrepublik zerschlagen.

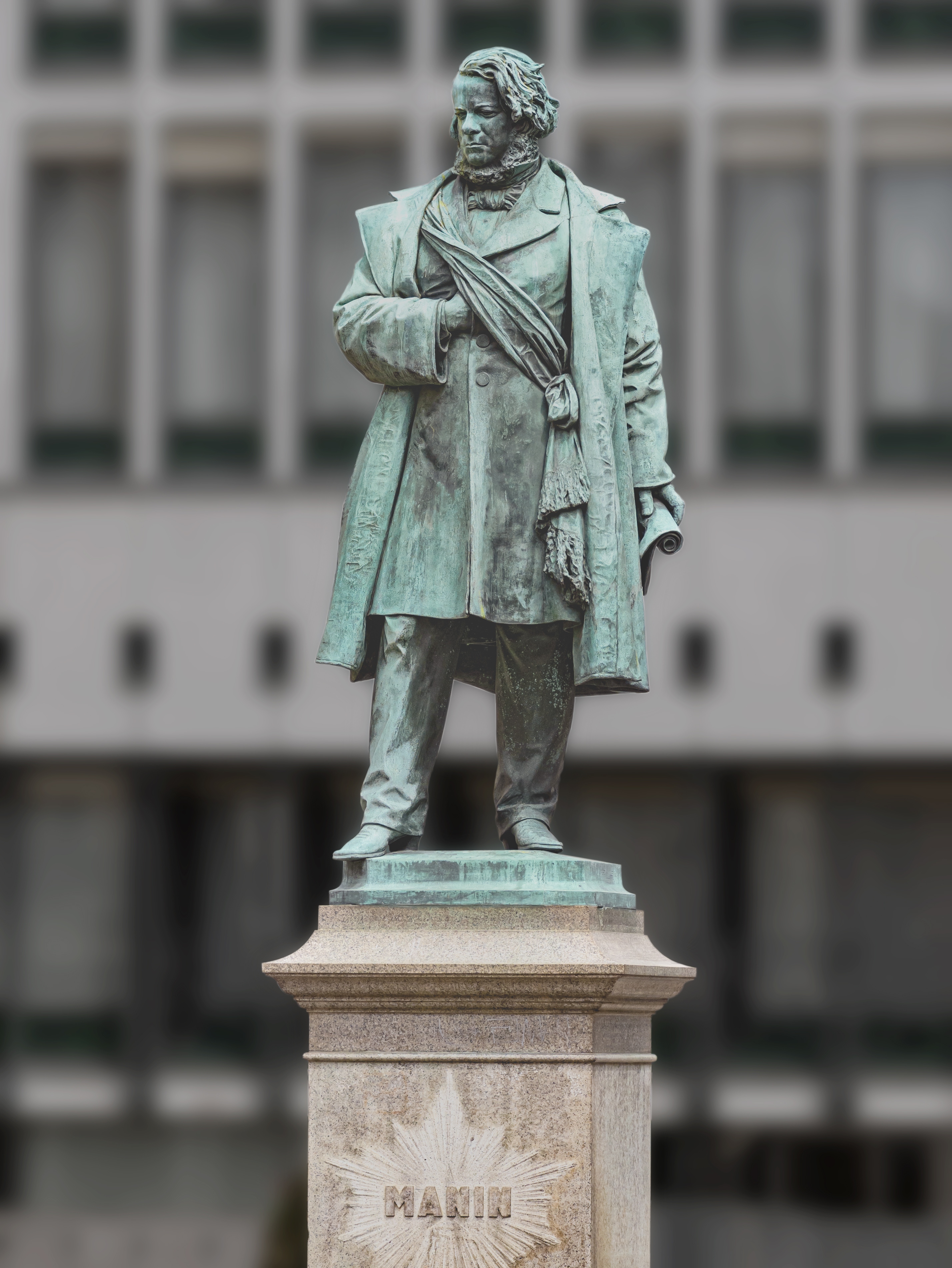
Daniele Manin als Motiv der Bronzestatue von Luigi Borro aus dem Jahr 1875 in der Mitte des Campo Manin in Venedig

Daniele Manin wurde zusammen mit 39 anderen Führern der Revolution am 24. August ausgewiesen. Im Pariser Exil arbeitete er als italienischer Sprachlehrer und Journalist. Dort gab er zunehmend seine radikaldemokratische Haltung auf und forderte in Zeitschriftenartikeln eine Mäßigung der Nationalbewegung und den Anschluss der oberitalienischen Territorien an das Königreich Sardinien-Piemont. Kurz vor seinem Tod gründete er am 1. August 1857 den Italienischen Nationalverein, in dem sich die zahlreichen zersplitterten Strömungen der italienischen Nationalbewegung zusammenschlossen.
Manin starb am 22. September 1857 in Frankreich. Nach dem Anschluss Venetiens an das Königreich Italien wurden seine Gebeine 1868 nach Venedig übergeführt und an der Nordfassade des Markusdoms feierlich beigesetzt. Am 22. März 1875 wurde auf dem dann so genannten Campo Manin gegenüber seinem ehemaligen Wohnhaus sein Standbild enthüllt. Bereits 1861 war eine Statue Manins in Turin errichtet worden.